# Liste der Monuments historiques in Crach
Die Liste der Monuments historiques in Crach führt die Monuments historiques in der französischen Gemeinde Crach auf.

## Liste der Bauwerke
| Bezeichnung                           | Beschreibung | Standort                       | Kennzeichnung | Schutzstatus | Datum | Bild           |
| ------------------------------------- | ------------ | ------------------------------ | ------------- | ------------ | ----- | -------------- |
| Allée couverte de Luffang Tal er Roch |              | Luffang Tal er Roch (Lage)     | PA00091162    | Classé       | 1938  | weitere Bilder |
| Gallo-römischer Aquadukt              |              | Château de Rosnarho (Lage)     | PA56000019    | Inscrit      | 2002  |                |
| Schloss                               |              | Plessis Kaër (Lage)            | PA00091163    | Inscrit      | 1934  | weitere Bilder |
| Beinhaus                              |              | Friedhof (Lage)                | PA00091164    | Inscrit      | 1925  | weitere Bilder |
| Dolmens de Kerorang Parc Neh          |              | Kerorang Parc Neh (Lage)       | PA00091168    | Classé       | 1926  |                |
| Dolmen de Kerourang                   |              | Kerourang (Lage)               | PA00091165    | Classé       | 1938  |                |
| Dolmen de Mané-Rohenezel              |              | Mané-Rohenezel Kérantré (Lage) | PA00091166    | Classé       | 1938  |                |
| Dolmen de la Mare                     |              | La Mare (Lage)                 | PA00091167    | Classé       | 1938  |                |

## Liste der Objekte

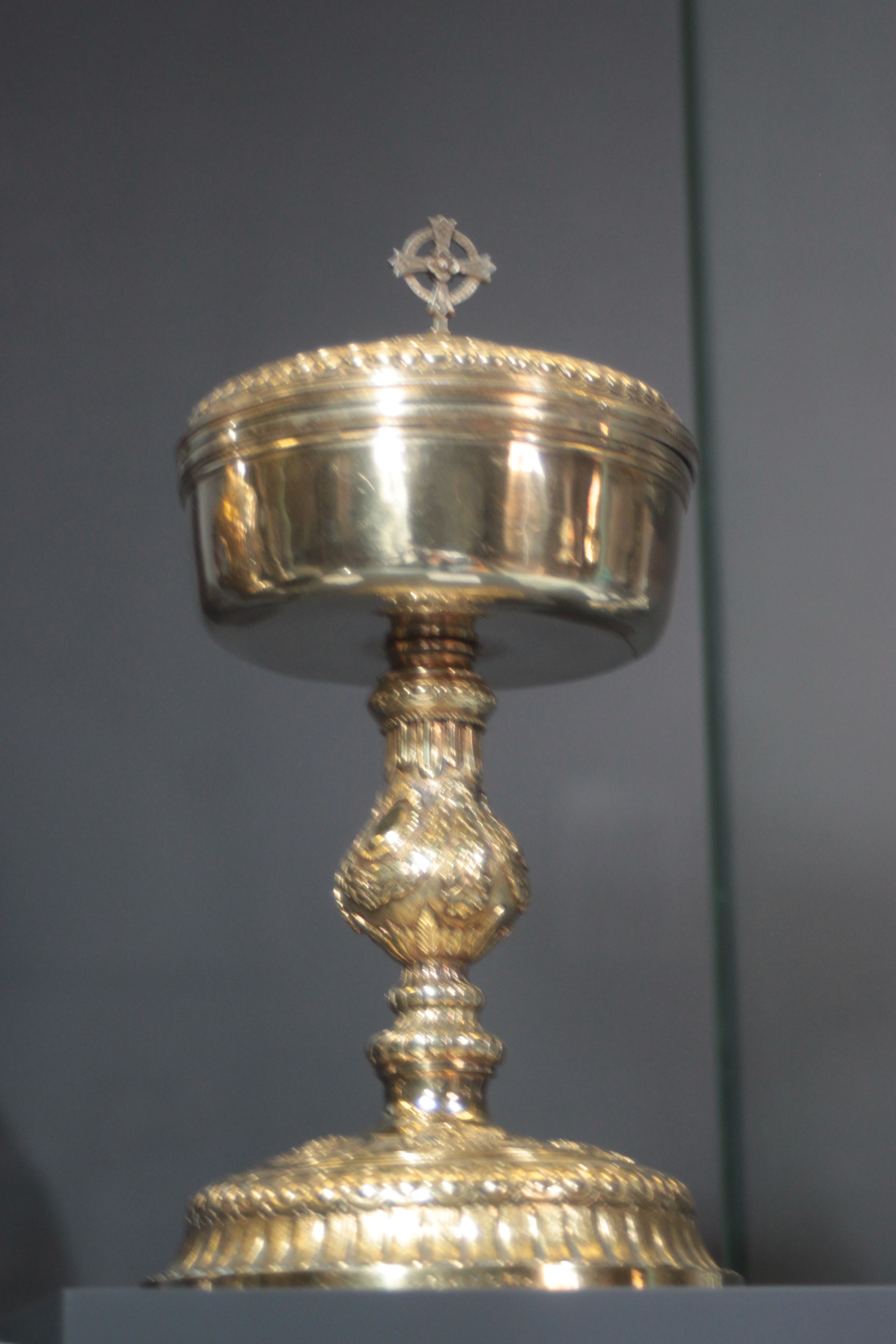
Ziborium (um 1780) in der Kirche St-Thuriau

- Monuments historiques (Objekte) in Crach (Morbihan) in der Base Palissy des französischen Kultusministeriums